# Урильский сельсовет
Ури́льский сельсове́т — муниципальное образование со статусом сельского поселения в составе Архаринского района Амурской области. Административный центр — село Урил.

## История
18 ноября 2005 года в соответствии с Законом Амурской области № 91-ОЗ муниципальное образование наделено статусом сельского поселения.

## Население
| 2002 | 2010 | 2011 | 2012 | 2013 | 2014 | 2015 |
| ---- | ---- | ---- | ---- | ---- | ---- | ---- |
| 271  | ↘164 | ↘163 | ↘141 | ↘132 | ↘118 | ↘110 |
| 2016 | 2017 | 2018 | 2019 | 2020 | 2021 |      |
| →110 | ↘100 | ↘91  | ↗92  | ↘78  | ↘38  |      |

## Состав сельского поселения
| № | Населённый пункт | Тип населённого пункта       | Население |
| - | ---------------- | ---------------------------- | --------- |
| 1 | Рачи             | железнодорожная станция      | →1        |
| 2 | Урил             | село, административный центр | ↘90       |